# Cantone di Gannat
Il Cantone di Gannat è una divisione amministrativa dell'arrondissement di Vichy.
A seguito della riforma approvata con decreto del 27 febbraio 2014, che ha avuto attuazione dopo le elezioni dipartimentali del 2015, è passato da 12 a 41 comuni.

## Composizione
I 12 comuni facenti parte prima della riforma del 2014 erano:
- Bègues
- Biozat
- Charmes
- Gannat
- Jenzat
- Le Mayet-d'École
- Mazerier
- Monteignet-sur-l'Andelot
- Poëzat
- Saint-Bonnet-de-Rochefort
- Saint-Priest-d'Andelot
- Saulzet

Dal 2015 i comuni appartenenti al cantone sono i seguenti 41:
- Barberier
- Bellenaves
- Bègues
- Biozat
- Chantelle
- Chareil-Cintrat
- Charmes
- Charroux
- Chezelle
- Chirat-l'Église
- Chouvigny
- Coutansouze
- Deneuille-lès-Chantelle
- Ébreuil
- Échassières
- Étroussat
- Fleuriel
- Fourilles
- Gannat
- Jenzat
- Lalizolle
- Louroux-de-Bouble
- Le Mayet-d'École
- Mazerier
- Monestier
- Monteignet-sur-l'Andelot
- Nades
- Naves
- Poëzat
- Saint-Bonnet-de-Rochefort
- Saint-Germain-de-Salles
- Saint-Priest-d'Andelot
- Saulzet
- Sussat
- Target
- Taxat-Senat
- Ussel-d'Allier
- Valignat
- Veauce
- Vicq
- Voussac